# Kati Skoteino
Kati Skoteino (en griego: "Κάτι Σκοτεινό"; en español: "Algo oscuro") es un sencillo de la cantante griega Helena Paparizou. Tanto el videoclip como la canción fueron lanzados odficialmente el 15 de octubre en tiendas y servidores digitales. La canción llevaba una semana sonando en todas las radios griegas.
- Datos: Q60967851